# Thomas Ian Nicholas
Thomas Ian Nicholas (Las Vegas, Nevada, 10 de julho de 1980) é um ator, cantor, músico, produtor, diretor e escritor estadunidense. Nicholas é mais conhecido por interpretar Henry Rowengartner em  Novato do Ano e Kevin Myers no  American Pie filme série.

## Vida e carreira
Nicholas nasceu em Las Vegas, Nevada. Sua mãe, Marla, é uma administradora de escola agindo como dançarina profissional. Ele é descendente de italiano (por parte de seu avô paterno), alemão, irlandes e Inglês. Nicholas tem seis irmãos.
Nicholas é conhecido por seus papéis em  Novato do Ano (1993) e  American Pie (1999) . Ele apareceu em quatro filmes da franquia  American Pie, interpretando personagem Kevin Myers, e Frank Sinatra Jr. no filme Stealing Sinatra, e co-estrelou em Halloween: Ressurreição. Em 2009, ele desempenhou o papel de um policial novato no drama Life Is Hot in Cracktown. He played Eugene in Nicole Holofcener's Please Give, ue ganhou o Indie 2011 Espírito Prêmio Robert Altman. Ele tinha o papel de Abbie Hoffman no filme intitulado The Chicago 8. Ele também apareceu em um episódio de ABC's Grey's Anatomy como Jeremias. "Eu comecei a atuar quando eu tinha 6 anos de idade eu sempre gostei de fazer as pessoas rir ou sorrir ou pensar", diz ele.[carece de fontes?]
Nicholas lançou seu álbum de estréia, Sem Aviso, em 15 de janeiro de 2008,
e sua continuação do álbum Heroes, Heroes Are Human, em 1 de junho de 2010. A liberação do terceiro álbum auto-intitulado, lançado 20 de março de 2012, em que o primeiro single também está na Américan Pie Reunion álbum da trilha sonora. Sobre sua carreira musical, ele disse que "Eu comecei a tocar guitarra quando eu tinha 14 anos. Eu não podia parar de tocar ... Eu sou muito abençoado e grato por tudo o que aconteceu."[carece de fontes?]
Em 30 de junho de 2010, Nicholas tocou na Chicago Cubs jogo em Wrigley Field e cantou o seventh-inning stretch.

## Filmografia
| Filmes    | Filmes                                | Filmes                             | Filmes                                                                            |
| Ano       | Filme                                 | Papel                              | Notas                                                                             |
| --------- | ------------------------------------- | ---------------------------------- | --------------------------------------------------------------------------------- |
| 1992      | Radio Flyer                           | Ferdie                             |                                                                                   |
| 1993      | Rookie of the Year                    | Henry Rowengartner                 |                                                                                   |
| 1995      | A Kid in King Arthur's Court          | Calvin Fuller                      | Nominated for a Young Artist Award for Best Young Supporting Actor - Feature Film |
| 1996      | A Kid in Aladdin's Palace             | Calvin Fuller                      |                                                                                   |
| 1997      | Judge and Jury                        | Alex Silvano                       |                                                                                   |
| 1999      | American Pie                          | Kevin Myers                        |                                                                                   |
| 2000      | Cutaway                               | Rip                                |                                                                                   |
| 2001      | American Pie 2                        | Kevin Myers                        |                                                                                   |
| 2002      | Halloween: Resurrection               | Bill Woodlake                      |                                                                                   |
| 2002      | The Rules of Attraction               | Mitchell                           |                                                                                   |
| 2003      | American Wedding                      | Kevin Myers                        |                                                                                   |
| 2003      | Stealing Sinatra                      | Frank Sinatra, Jr.                 |                                                                                   |
| 2004      | L.A. D.J.                             | Thom                               | Também diretor e escritor                                                         |
| 2005      | Guy in Row Five                       | Bradley                            |                                                                                   |
| 2006      | Cut Off                               | Pauly                              |                                                                                   |
| 2006      | National Lampoon Presents Cattle Call | Richie Rey                         |                                                                                   |
| 2008      | Sherman's Way                         | Tom                                |                                                                                   |
| 2008      | The Hitman                            | Mr. Jones                          |                                                                                   |
| 2009      | Life Is Hot in Cracktown              | Chad Wesley                        |                                                                                   |
| 2009      | The Bridge to Nowhere                 | Eddie Stanton                      |                                                                                   |
| 2010      | Please Give                           | Eugene                             |                                                                                   |
| 2010      | Fading of the Cries                   | Michael                            | Também produtor                                                                   |
| 2010      | Let the Game Begin                    | Tripp                              |                                                                                   |
| 2010      | The Chicago 8                         | Abbie Hoffman                      |                                                                                   |
| 2011      | InSight                               | Stephen Geiger                     |                                                                                   |
| 2011      | Delivering the Goods                  | Steve                              |                                                                                   |
| 2012      | American Reunion                      | Kevin Myers                        | Thomas Nicholas Band song "My Generation" is on the Soundtrack                    |
| 2012      | The Stone Pony                        | Nick Golotta                       | Pre-production                                                                    |
| Televisão |                                       |                                    |                                                                                   |
| Ano       | Título                                | Papel                              | Notas                                                                             |
| 1988      | Who's the Boss?                       | Little Tony                        | Episode: "Yankee-Doodle Micelli Credited as Thomas Nicholas                       |
| 1989      | Baywatch                              | Ricky Blount                       | Episode: "Heat Wave"                                                              |
| 1989      | Married with Children                 | Bobby                              | Episodes: "It's a Bundyful Life: Part 1" and "It's a Bundyful Life: Part 2"       |
| 1990      | Santa Barbara                         | Young Steven Slade                 |                                                                                   |
| 1991      | Harry and the Hendersons              | Scootch                            | Episode: "The Bodyguard"                                                          |
| 1991      | Sisters                               | Jason                              | Episode: "The Kindness of Stranglers"                                             |
| 1992      | Julie                                 | Boy #1                             | Episode: "A Delicate Balance"                                                     |
| 1992      | The Fear Inside                       | Sean Cole                          | TV movie                                                                          |
| 1992      | When No One Would Listen              | Boy #1                             | TV movie                                                                          |
| 1993–1995 | Dr. Quinn, Medicine Woman             | Richard                            | Episodes: "Best Friends" and "The End of the World"                               |
| 1997      | The Tony Danza Show                   | Brandon                            | Episode: "With Your Guest Host Tony DiMeo" Uncredited                             |
| 1998      | Honey, I Shrunk the Kids: The TV Show | Damon                              | Episode: "Honey, I'm in the Mood for Love"                                        |
| 1999      | Chicken Soup for the Soul             | Steve                              | Episode: "Crying's Okay"                                                          |
| 2000      | Party of Five                         | Todd Marsh                         | Appeared in nine episodes                                                         |
| 2000      | Twice in a Lifetime                   | Sam Ryder/Jordan Curtis/Kirk Ivers | Episode: "Fathers and Sons"                                                       |
| 2005      | Medium                                | Greg Watt                          | Episode: "Jump Start"                                                             |
| 2005      | Grey's Anatomy                        | Jeremiah Tate                      | Episode: "Deny, Deny, Deny"                                                       |